# Ruta 605 (Costa Rica)
La Ruta 605, oficialmente Ruta Nacional Terciaria 605, es una ruta nacional de Costa Rica ubicada en la provincia de Puntarenas.

## Descripción
En la provincia de Puntarenas, la ruta atraviesa el cantón de Puntarenas (los distritos de Chomes, Guacimal).